# Don Sharp
Donald „Don“ Sharp (* 19. April 1922  in Hobart, Tasmanien, Australien; † 14. Dezember 2011 in Cornwall, England) war ein britischer Filmregisseur, Drehbuchautor, Schauspieler und Filmproduzent.

## Leben
Don Sharp begann seine Karriere als Schauspieler und kam nach dem Zweiten Weltkrieg nach Großbritannien, wo er mit der Group Three arbeitete. Mitte der 1950er Jahre begann er mit der Regiearbeit, meist für bescheiden budgetierte Kriminalfilme und Musicals. Seine bekanntesten Werke entstanden im folgenden Jahrzehnt, als er drei Filme für die Traditionsfirma Hammer inszenierte und einige Filme für den Produzenten Harry Alan Towers drehte (u. a. die ersten beiden Fu-Man-Chu-Filme mit Christopher Lee). Daneben war er als Second-Unit-Regisseur für Großproduktionen verantwortlich.
Für das Fernsehen entstanden u. a. einige Serienfolgen für Mit Schirm, Charme und Melone sowie die Miniserie A Woman of Substance.

## Filmografie (Auswahl)

### Regie
- 1952: Weiße Frau im Dschungel (The Planter's Wife)
- 1955: Abenteuer in der Luft (The Stolen Airliner)
- 1957: Die goldene Schallplatte (The Golden Disc)
- 1959: Wenn Scotland Yard das wüßte (The Professionals)
- 1962: Der Kuß des Vampirs (The Kiss of the Vampire)
- 1963: Die Teufelspiraten (The Devil-Ship Pirates)
- 1964: Witchcraft
- 1965: Der Fluch der Fliege (Curse of the Fly)
- 1965: Ich, Dr. Fu Man Chu (The Face of Fu Manchu)
- 1966: Rasputin – der wahnsinnige Mönch (Rasputin, the Mad Monk)
- 1966: Marrakesch (Our Man in Marrakesh)
- 1966: Die 13 Sklavinnen des Dr. Fu Man Chu (The Brides of Fu Manchu)
- 1967: Tolldreiste Kerle in rasselnden Raketen (Rocket to the Moon)
- 1971: Die Ratten von Amsterdam (Puppet on a Chain)
- 1971: Der Frosch (Psychomania)
- 1973: Das Grab der lebenden Puppen (Dark Places)
- 1973: Den Aasgeiern eiskalt serviert (Callan)
- 1974: Ein Mann namens Hennessy (Hennessy)
- 1978: Die 39 Stufen (The Thirty Nine Steps)
- 1979: Die Bäreninsel in der Hölle der Arktis (Bear Island)
- 1983: Das Geheimnis der Phantomhöhlen (What Waits Below)
- 1989: Und die Tränen vergehen im Regen (Tears in the Rain)

### Drehbuch
- 1964: Heiß weht der Wind